# Reto Sturzenegger
Reto Sturzenegger, né le 13 novembre 1959 à Weinfelden en Suisse et mort le 20 décembre 1989 à Weinfelden, est un joueur professionnel suisse de hockey sur glace. 

## Biographie
Reto Sturzenegger a commencé sa carrière comme joueur de hockey au SC Weinfelden.
Défenseur offensif, il joue, dès 1979, pour le HC Arosa avec lequel il devient champion de Suisse en en 1978-1980 et 1981-1982.
Reconnu et redouté par ses adversaires, il est considéré, avec son coéquipier Andreas Ritsch comme l’un des meilleurs défenseurs du championnat.
En 1984, il rejoint le Zürcher SC dans le cadre d’un échange avec Lorenzo Schmid, alors capitaine du club zurichois, dans le but de faire remonter le ZSC en LNA  et devenant, à l’époque, le plus haut salaire du club.
Un an plus tard, il lui est diagnostiqué un lymphome. Reto Sturzenegger peut continuer sa carrière et mais après une rechute de son cancer, la maladie l’emporte à 30 ans, le 20 décembre 1989, dans son village de Weinfelden,,.
En son souvenir, le numéro 21 a été retiré chez les ZSC.

## Statistiques

### En club
| Saison     | Équipe     | Ligue      |     | Saison régulière | Saison régulière | Saison régulière | Saison régulière | Saison régulière |   | Séries éliminatoires | Séries éliminatoires | Séries éliminatoires | Séries éliminatoires | Séries éliminatoires |
| Saison     | Équipe     | Ligue      | PJ  | B                | A                | Pts              | Pun              | PJ               | B | A                    | Pts                  | Pun                  |                      |                      |
| 1978-1980  | HC Arosa   | LNA        | 28  | 2                | 3                | 5                | 35               | -                | - | -                    | -                    | -                    |                      |                      |
| 1980-1981  | HC Arosa   | LNA        | 38  | 6                | 11               | 17               | 65               | -                | - | -                    | -                    | -                    |                      |                      |
| 1981-1982  | HC Arosa   | LNA        | 38  | 7                | 14               | 21               | 119              | -                | - | -                    | -                    | -                    |                      |                      |
| 1982-1983  | HC Arosa   | LNA        | 37  | 1                | 10               | 11               | 74               | -                | - | -                    | -                    | -                    |                      |                      |
| 1983-1984  | HC Arosa   | LNA        | 40  | 10               | 20               | 30               | -                | -                | - | -                    | -                    | -                    |                      |                      |
| 1984-1985  | Zürcher SC | LNB        | -   | -                | -                | -                | -                | -                | - | -                    | -                    | -                    |                      |                      |
| 1985-1986  | Zürcher SC | LNA        | 15  | 0                | 6                | 6                | 16               | -                | - | -                    | -                    | -                    |                      |                      |
| 1986-1987  | Zürcher SC | LNB        | 17  | 4                | 3                | 7                | 38               | -                | - | -                    | -                    | -                    |                      |                      |
| 1987-1988  | Zürcher SC | LNB        | 16  | 1                | 3                | 4                | 8                | -                | - | -                    | -                    | -                    |                      |                      |
| Totaux LNA | Totaux LNA | Totaux LNA | 196 | 26               | 64               | 90               | 309              | -                | - | -                    | -                    | -                    |                      |                      |
| Totaux LNB | Totaux LNB | Totaux LNB | 33  | 5                | 6                | 1                | 46               | -                | - | -                    | -                    | -                    |                      |                      |

## Trophées et honneurs personnels
- Champion de Suisse en 1979-1980 et 1981-1982 avec le HC Arosa